# Inscription d'Aïn-Ouassel
L'inscription d'Aïn-Ouassel (ou Aïn-Wassel) est une inscription latine fragmentaire sur stèle en calcaire découverte à proximité de la ville de Téboursouk (Tunisie). Cette inscription est une copie de la Lex Hadriana, qui régit le colonat partiaire en Afrique Romaine entre la fin du IIe et le début du IIIe siècle. Elle est publiée dans le Corpus Inscriptionum Latinarum sous le numéro CIL VIII 26416.

## Histoire

### Découverte
En 1891, le docteur Louis Benjamin Charles Carton, médecin et archéologue français, alors en expédition financée par l'Académie des inscriptions et belles-lettres en Tunisie, découvre près de la source d'Aïn-Ouassel un site archéologique romain comportant notamment une stèle de calcaire rédigée en latin. Il publie sa découverte dans la Revue archéologique l'année suivante.

### Contexte historique
L'inscription est gravée sous le règne de l'empereur Septime Sévère, entre le IIe et le IIIe siècle. Le colonat partiaire en Afrique romaine bat alors son plein et les colons affluent, notamment en actuelle Tunisie.
La Lex Hadriana est ratifiée sous le règne de l'empereur Hadrien, comme en témoigne un autre bloc retrouvé en 1906 sur le site d'Aïn Djemala. Un troisième est découvert en 1999 sur le site de Lella Drebblia. Cette loi témoigne de l'inquiétude de l'empereur quant au délaissement et au dépeuplement des terres. Il intervient dans de nombreuses régions de l'Empire.

## Contenu
L'inscription d'Aïn-Ouassel n'est qu'une partie d'une copie d'une série de pièces administratives mises au point sous le règne d'Hadrien. Le texte est divisé entre les trois blocs de la région de Dougga et se trouve dans un état de dégradation importante.
On y retrouve notamment deux textes : la lex Hadriana de rudibus agris et iis qui per X annos continuos inculti sunt ou « loi d’Hadrien sur les terres vierges et celles qui sont restées incultes pendant dix années consécutives » ainsi que le sermo procuratorum.
La loi traite de l'exploitation des terres arables incultes uniquement dans les domaines impériaux. Elle a probablement été mise en vigueur à Aïn-Ouassel par des procurateurs (d'où le nom du sermo procuratorum), qui accordent aux colons romains le droit de cultiver toutes les terres incultes, même celles non-subsécives (non alloties), dépassant les limites fixées par la lex Hadriana. Il s'agissait du texte de référence de l'administration impériale en Afrique proconsulaire dans la matière.

## Origines
La raison pour laquelle les procurateurs décident d'étendre le pouvoir de la lex Hadriana est la mise en friche d'une large partie des terres arables par les conductores. Ces colons romains en détenaient une importante partie et préféraient les utiliser pour faire paître leur bétail. L'objectif aurait donc été de trouver une solution expéditive à ce problème, qui ralentissait l'approvisionnement de l'Italie, en leur forçant la main. Pour tout de même éviter de les marginaliser, les procurateurs leurs garantissent des dividendes sur les céréales cultivées sur leurs terrains.
Une autre raison possible de cette mesure est liée à la démographie. Le texte mentionne un « accroissement des habitants » ; elle aurait pu répondre donc à « une pression démographique croissante ».